# Born (Luxembourg)
Pour les articles homonymes, voir Born.
Born (en luxembourgeois : Bur ) est une section de la commune luxembourgeoise de Rosport-Mompach située dans le canton d'Echternach.

## Géographie
Le village se trouve sur la rive droite de la Sûre, un affluent de la Moselle, qui forme à cet endroit la frontière allemande.

### Lieux et monuments

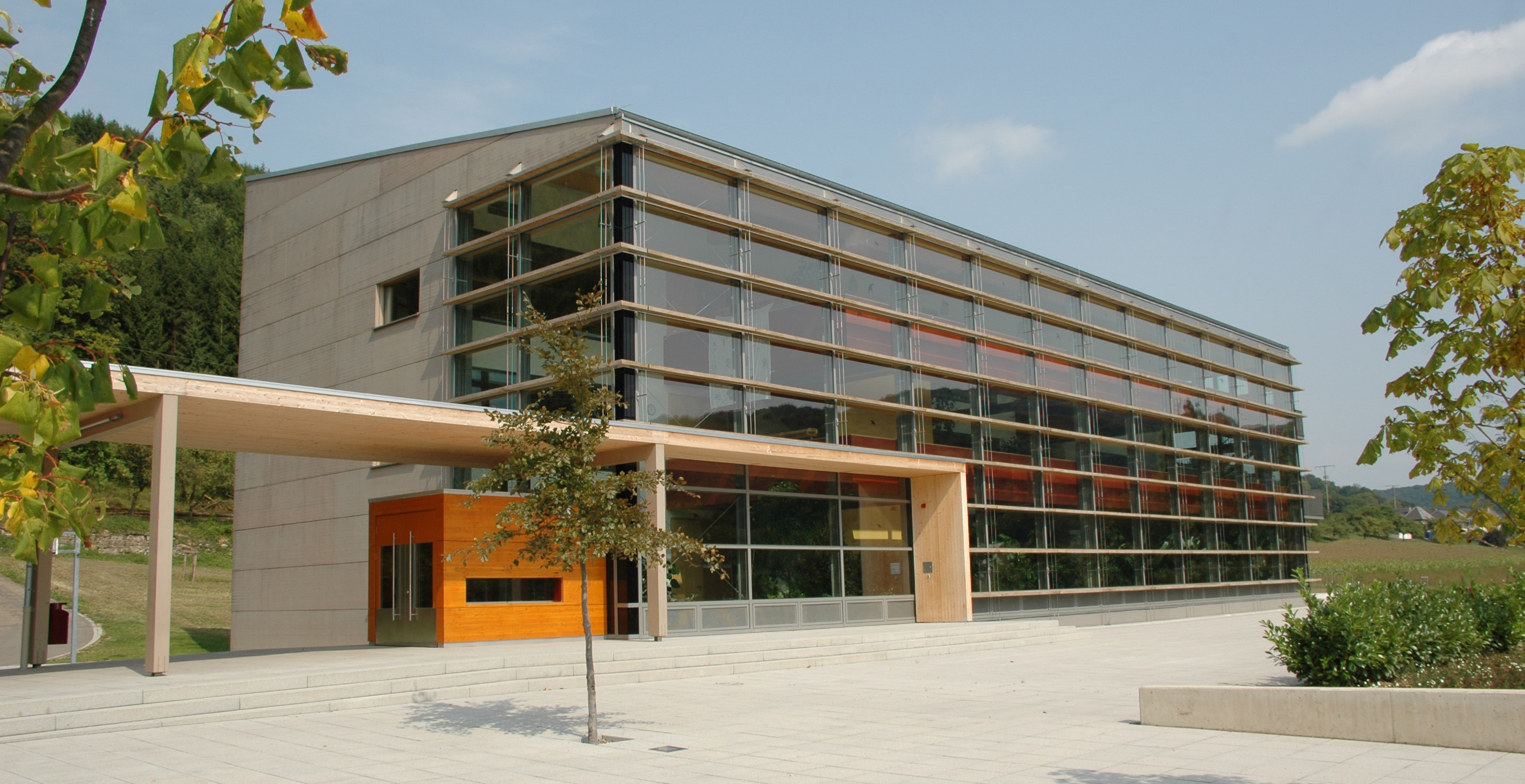
L'école de Born.

## Culture et patrimoine

### Personnalité liée à la localité
- Gaston Gibéryen (né en 1950), homme politique luxembourgeois.